# Cohors I Aelia Sagittariorum

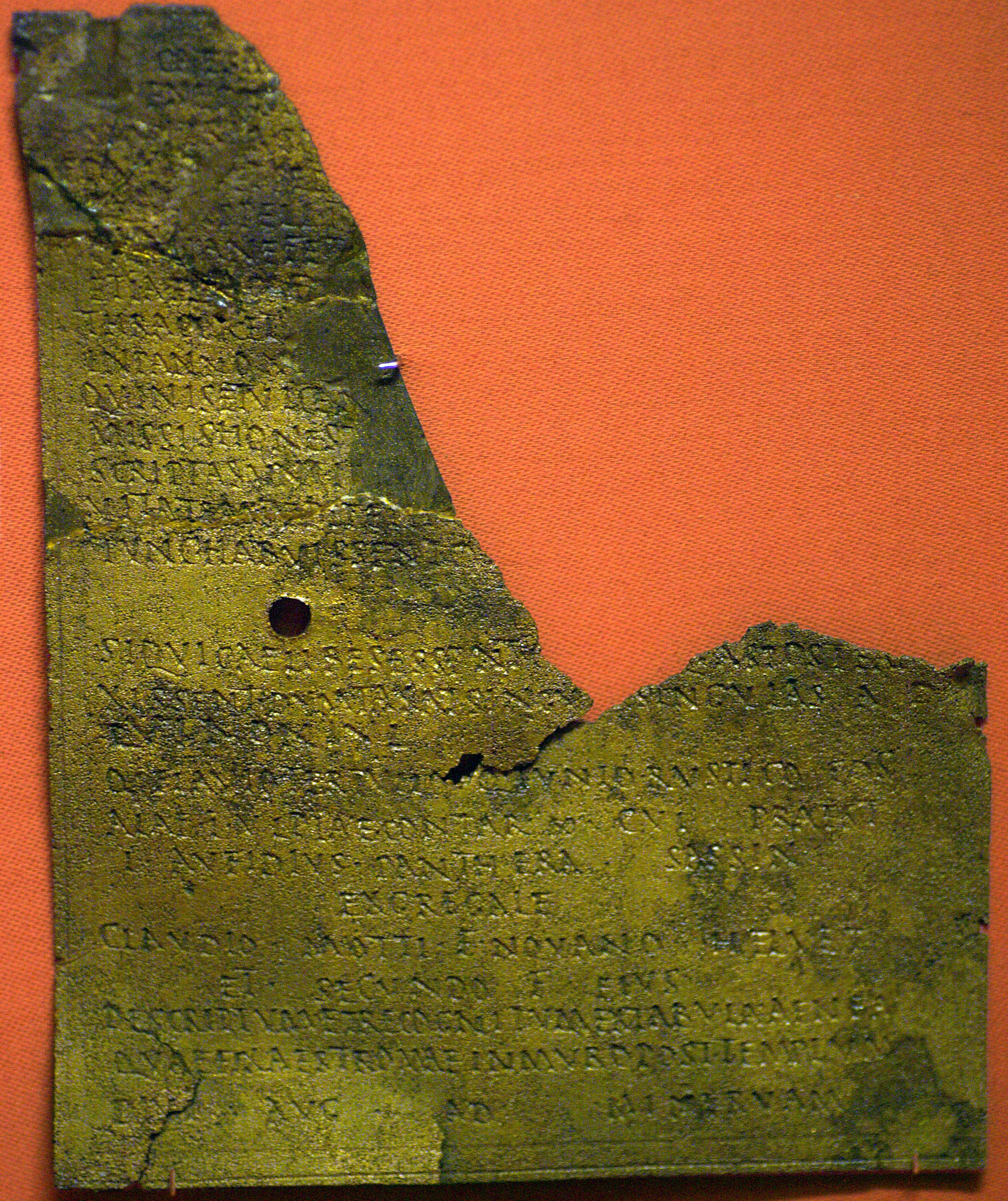
Das Militärdiplom von 133 n. Chr. für Pannonia superior

Die Cohors I Aelia Sagittariorum (oder Sagittaria) [Severiana] [milliaria] [equitata] (deutsch 1. aelische Kohorte der Bogenschützen [die Severianische] [1000 Mann] [teilberitten]) war eine römische Auxiliareinheit. Sie ist durch Militärdiplome sowie durch Inschriften auf Grabsteinen, Altären und Ähnlichem belegt.

## Namensbestandteile
- Aelia: Die Ehrenbezeichnung bezieht sich auf Kaiser Hadrian, dessen vollständiger Name Publius Aelius Hadrianus lautet. Es sind insgesamt neun Kohorten mit diesem Namenszusatz bekannt.[1]

- Sagittariorum oder Sagittaria: [der/aus] Bogenschützen. In den Militärdiplomen ist die Abkürzung sag oder sagit angegeben. In der Literatur wird dies entweder zu Sagittariorum[1] oder Sagittaria[2] ergänzt. Der Zusatz ist in der Inschrift (CIL 3, 5647) nicht angegeben.

- Severiana: die Severianische, eine Ehrenbezeichnung, die sich auf Severus Alexander (222–235) bezieht. Der Zusatz kommt in 2 Inschriften (CIL 3, 5647, CIL 3, 11857a) vor.

- milliaria:[1] 1000 Mann. Je nachdem, ob es sich um eine Infanterie-Kohorte (Cohors milliaria peditata) oder einen gemischten Verband aus Infanterie und Kavallerie (Cohors milliaria equitata) handelt, lag die Sollstärke der Einheit entweder bei 800 oder 1040 Mann. Der Zusatz kommt in den Inschriften und Militärdiplomen nicht vor.

- equitata: teilberitten. Die Einheit war ein gemischter Verband aus Infanterie und Kavallerie. Der Zusatz kommt in 2 Inschriften (CIL 3, 5645, CIL 3, 5647) vor, nicht aber in den Militärdiplomen. Auf 3 weiteren Inschriften, die bei Klosterneuburg gefunden wurden, findet sich die Bezeichnung eques für einen Angehörigen der Einheit.[3]

Die Einheit war eine Cohors milliaria equitata. Die Sollstärke der Einheit lag daher bei 1040 Mann, bestehend aus 10 Centurien Infanterie mit jeweils 80 Mann sowie 8 Turmae Kavallerie mit jeweils 30 Reitern.

## Geschichte
Der erste gesicherte Nachweis der Einheit in der Provinz Pannonia superior (Oberpannonien) beruht auf einem Militärdiplom, das auf das Jahr 146 n. Chr. datiert ist. In dem Diplom wird die Kohorte als Teil der Truppen (siehe Römische Streitkräfte in Pannonia) aufgeführt, die in Oberpannonien unter dem Statthalter Marcus Pontius Laelianus stationiert waren. Weitere Militärdiplome, die auf 148 und 149 datiert sind, belegen die Einheit in Oberpannonien unter demselben Statthalter.
Letztmals erwähnt wird die Einheit auf einer Inschrift, die auf 230 datiert ist, unter der Leitung eines Tribuns für den Standort Klosterneuburg (CIL 3, 5647).

## Standorte

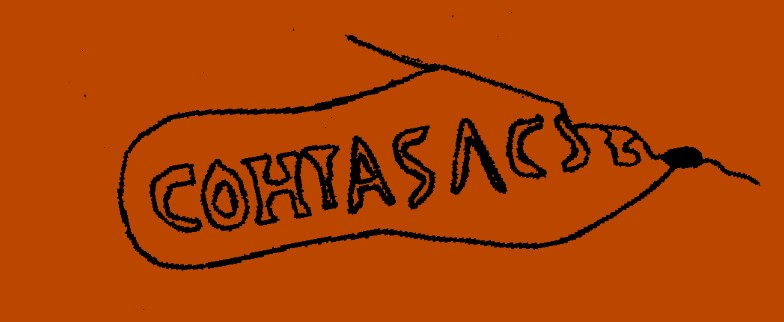
Röm. Ziegelstempel in Form einer Sohle, Inschrift: COH I A SAG

Standorte der Kohorte in Pannonia Superior waren:
- Klosterneuburg: Inschriften belegen die Anwesenheit (von Teilen) der Kohorte in Klosterneuburg um 159 (AE 1977, 616) und um 230 (CIL 3, 5647).[1] Darüber hinaus wurden zahlreiche Ziegel mit dem Stempel der Einheit bei Klosterneuburg und anderen Orten in Oberpannonien gefunden.[5]

## Kommandeure
Die folgenden Kommandeure der Einheit sind durch Inschriften bekannt. Sie waren im Range eines Tribunen.
- Aelius Theodorus (2. Jhd.)[5] (CIL 3, 5645)
- Caius Aurelius Crescens (um 230)[1] (CIL 3, 5647)
- Caius Iulius Longinus (um 159) (AE 1977, 616)

## Unsicherheiten
Die Einheit ist möglicherweise mit einer Cohors I Sagittariorum identisch, die im 1. Jahrhundert in Bingium stationiert war. Dies ist aber umstritten. Ob die Cohors I Sagittariorum milliaria, die um 165 in Tibiscum belegt ist, mit der Cohors I Aelia Sagittariorum identisch ist, ist ebenfalls umstritten.

### Militärdiplome von 133
Die Lesart einer Einheit, die auf den Militärdiplomen von 133 aufgeführt ist, ist umstritten. Der Name kann als I Ael(ia) Gaes(atorum) (milliaria) sag(ittariorum) (CIL 16, 76, CIL 16, 77) oder als Cohors I Ael. Caes. (milliaria) sag. gelesen werden. Je nach Lesart wird die Einheit dann entweder als Cohors I Aelia Gaesatorum oder als Cohors I Aelia Sagittariorum interpretiert und die beiden Militärdiplome werden der bevorzugten Einheit zugewiesen.
Geht man davon aus, dass es sich um die Cohors I Aelia Sagittariorum handelt, dann wäre dies der erste Nachweis der Einheit in Oberpannonien. Die Rekrutierung der 133 aus dem Dienst entlassenen Soldaten musste dann um 108 erfolgt sein, d. h. die Einheit existierte bereits vor der Regierungszeit Hadrians. Für die Anfänge der Einheit gibt es daher folgende Vermutungen:
- die Kohorte wurde unter Trajan aufgestellt und erhielt die Ehrenbezeichnung Aelia unter Hadrian, als sich die Einheit im Kampf auszeichnete.
- die Kohorte wurde unter Hadrian aufgestellt. Die 133 entlassenen Soldaten bildeten bei der Aufstellung den Kern (Kader) dieser neuen Einheit.
- es könnte sich ursprünglich um einen numerus gehandelt haben, der unter Trajan aufgestellt wurde oder um eine Vexillation von Bogenschützen, die für den Partherkrieg Trajans zusammengestellt wurde. Unter Hadrian wurde diese Einheit dann zu einer Kohorte aufgewertet.

Für den Namensbestandteil Caes gibt es folgende mögliche Erklärungen:
- Der Ursprung der Einheit könnte eine Vexillation einer Auxiliareinheit aus der Provinz Mauretania Caesariensis gewesen sein.
- Möglicherweise wurde die Einheit in einer Stadt im Osten des röm. Reiches mit dem Namen Caesarea aufgestellt.
- Oder aber beim Erstellen des Diploms kam es zu einer Verwechslung mit der Cohors I Aelia Gaesatorum.